# Waksma
Waksma är en ort i Honduras.   Den ligger i departementet Departamento de Gracias a Dios, i den östra delen av landet, 300 km öster om huvudstaden Tegucigalpa. Waksma ligger 16 meter över havet och antalet invånare är 969.
Terrängen runt Waksma är mycket platt.  Trakten runt Waksma är nära nog obefolkad, med mindre än två invånare per kvadratkilometer. Närmaste större samhälle är Auas, 9,0 km nordost om Waksma. 